# Escultura colonial en Guatemala

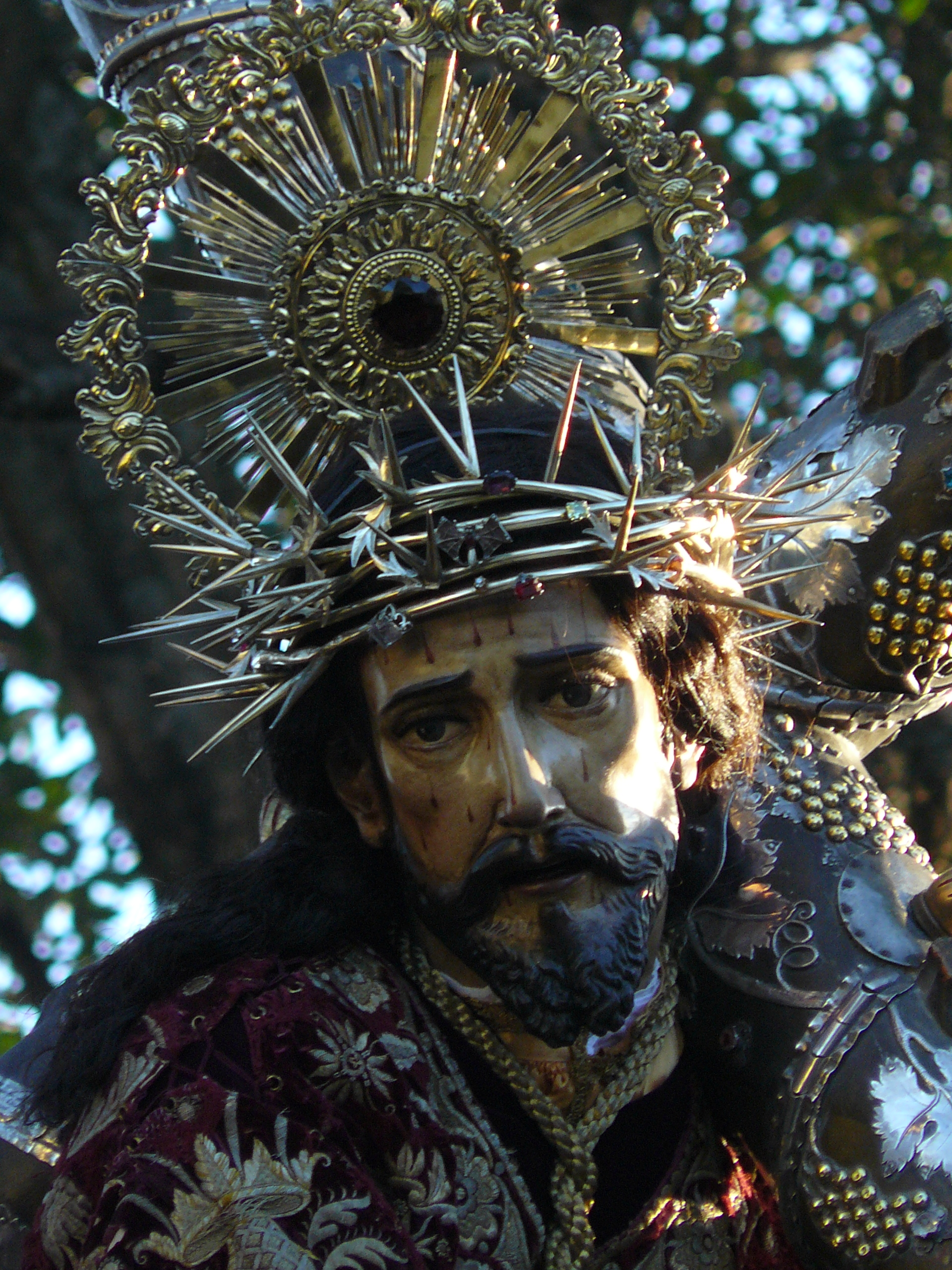
Jesús Nazareno de la Merced (1654) obra de Mateo de Zúñiga

La escultura colonial en Guatemala es aquella realizada en los territorios del Reino de Guatemala, perteneciente al Virreinato de Nueva España, desde los albores de la colonización española hasta la independencia de dichos territorios (en un período que está comprendido entre la tercera década del siglo xvi y la segunda década del xix). La escultura guatemalteca alcanzó en el siglo xviii un nivel de calidad tal, que la hizo famosa en todo el Virreinato, llegando a proveer de imágenes a las ciudades del sur de México. Creó una escuela equiparable a las de los otros grandes centros escultóricos americanos como fueron el peruano y el quiteño.

## Aspectos generales
El comienzo de la producción escultórica en Guatemala no difirió de lo que ocurría en el resto de los territorios hispanoamericanos. Con la llegada de los ibéricos, se inició la creación de asentamientos y con ellos la necesidad por parte del clero de imágenes para las tareas evangelizadoras. Estas provinieron inicialmente de talleres españoles pero también del resto de Europa, aunque ya desde los inicios se conoce la creación de imágenes por artífices llegados de España. Con el tiempo, los escultores procedentes de la metrópoli, organizaron el trabajo siguiendo el sistema gremial existente en España. La incorporación de artesanos indígenas a las distintas artes, fue paulatina, y con ellos se introdujeron las influencias nativas y precolombinas en las distintas artes. Esta influencia se observa con claridad en la exuberante decoración que en el periodo barroco, recubrió los retablos de los templos.
La escultura no se destinó exclusivamente a los edificios religiosos, ya fuera en la creación de imágenes, la decoración de retablos, la escultura funeraria o la construcción de las fachadas. Aunque en menor medida también decoró las fachadas de los edificios civiles y se usó en la construcción de arquitecturas efímeras destinadas a la conmemoración de fechas concretas.

## Contexto. Circunstancias singulares

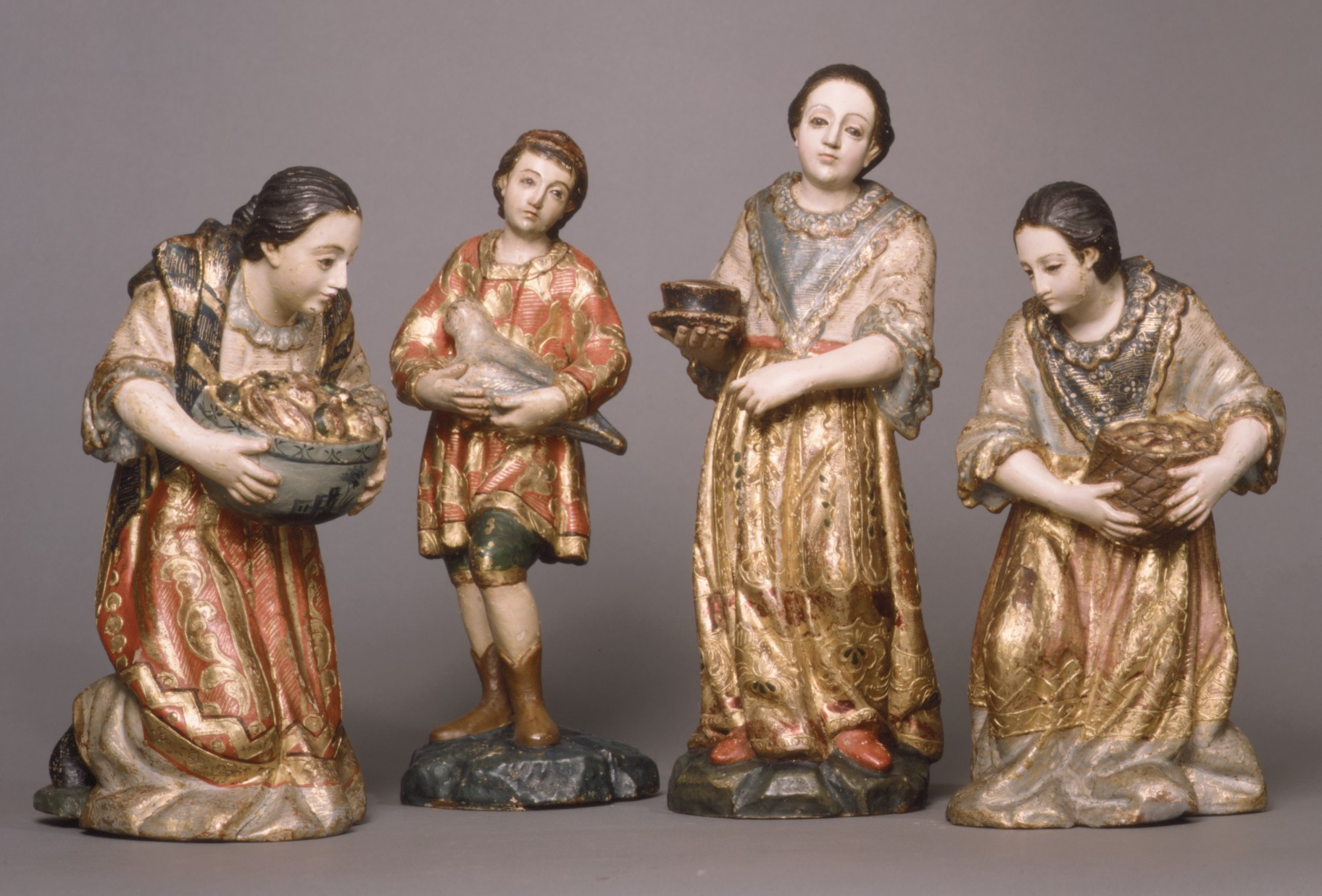
Figuras de un Nacimiento del. Museo Metropolitano de Arte

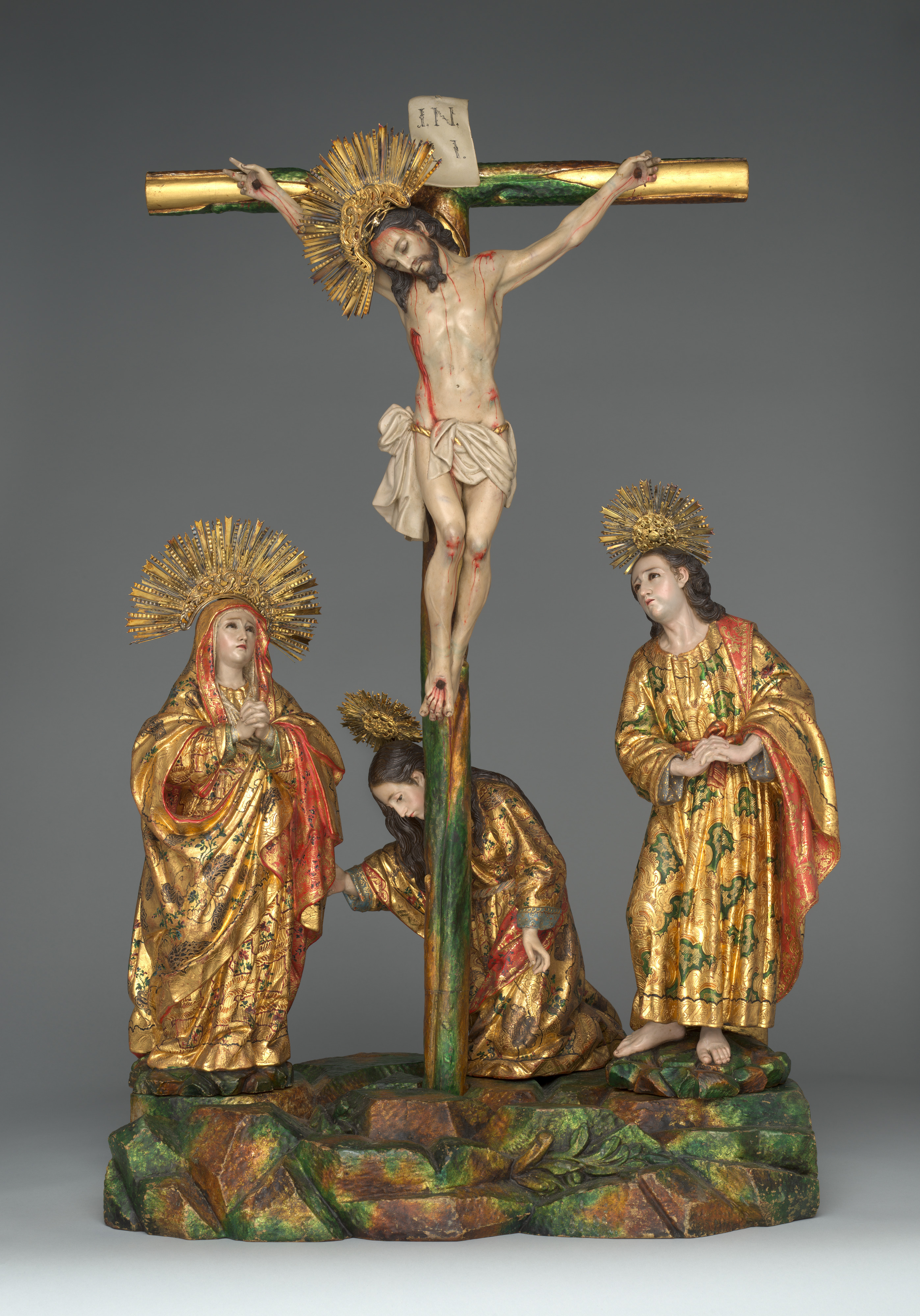
Calvario (circa 1790) Museo Metropolitano de Arte

El desarrollo de la escultura de la época virreinal en Guatemala presentó circunstancias que la diferencian de las realizadas en otros centros de los virreinatos. La ubicación de la colonia, su orografía, y los frecuentes terremotos que la azotan influyeron en el modo en que se fue desarrollando.
Guatemala ocupa una situación marginal dentro del Virreinato de Nueva España, alejada de las principales ciudades mexicanas. Su orografía dificultaba enormemente el comercio terrestre, al mismo tiempo que se prohibía el comercio marítimo con Nueva España, y el comercio terrestre con los territorios del Virreinato del Perú estaba sometido a grandes restricciones.
Por tanto dada su menor entidad, la llegada de artistas desde la metrópoli y otros puntos del virreinato fue menor que a otros territorios de las colonias. Este menor número de artesanos favoreció que el sistema gremial en Guatemala fuera más relajado que en otras áreas. Los escultores podían realizar tareas aparte de las propias a las que les autorizaba la normativa gremial. Así podían ocuparse del ensamblaje de los retablos o del dorado de las imágenes, actividades prohibidas por las ordenanzas y que se hubiesen penado en México o Puebla.
Las influencias provenientes de la metrópoli marcaron la evolución de los estilos. Al envío de obras y la llegada de escultores peninsulares o novohispanos, a los modelos extraídos de estampas y grabados, influencias comunes a los dos virreinatos, hay que sumarle la que tuvieron los marfiles filipinos sobre todo en las esculturas de pequeño tamaño destinadas al ámbito privado.
Los frecuentes terremotos influyeron tanto en la arquitectura de los edificios como en el diseño y construcción de los retablos de los templos. Estos fueron evolucionando adaptando las novedades estilísticas provenientes de Europa. Se puede observar el paso del renacimiento, a la progresiva exuberancia decorativa del barroco y por último a la contención neoclásica. Pero comparados con los de otras regiones son de menor altura, pegados a los muros y con una decoración de relieves menos pronunciada.
Los terremotos afectaron también a la escultura. Los daños que ocasionaban necesitaban de tareas de restauración que modificaban la forma de las imágenes. La costumbre acentuada en el siglo XVIII de repintarlas e incluso transformarlas para adaptarlas al gusto imperante en la época o a las necesidades litúrgicas, ha terminado de complicar el problema actual a la hora de establecer su correcta datación y el conocimiento de su autoría. Este problema es mayor dado que muchas piezas no se conservan en el lugar original para el que fueron creadas, y en algunos casos han sido reutilizadas en nuevas composiciones
El principal centro escultórico fue la ciudad de Santiago de los Caballeros de Guatemala sin que se tenga noticias de los talleres que debieron existir en el resto del territorio de la Real Audiencia, con la excepción de los que, a finales del siglo xviii, se instalaron en Nueva Guatemala. Esta podría ser una de las razones que explicarían la semejanza de muchas de las imágenes que podemos contemplar en la actualidad a lo largo del territorio.

## Evolución histórica

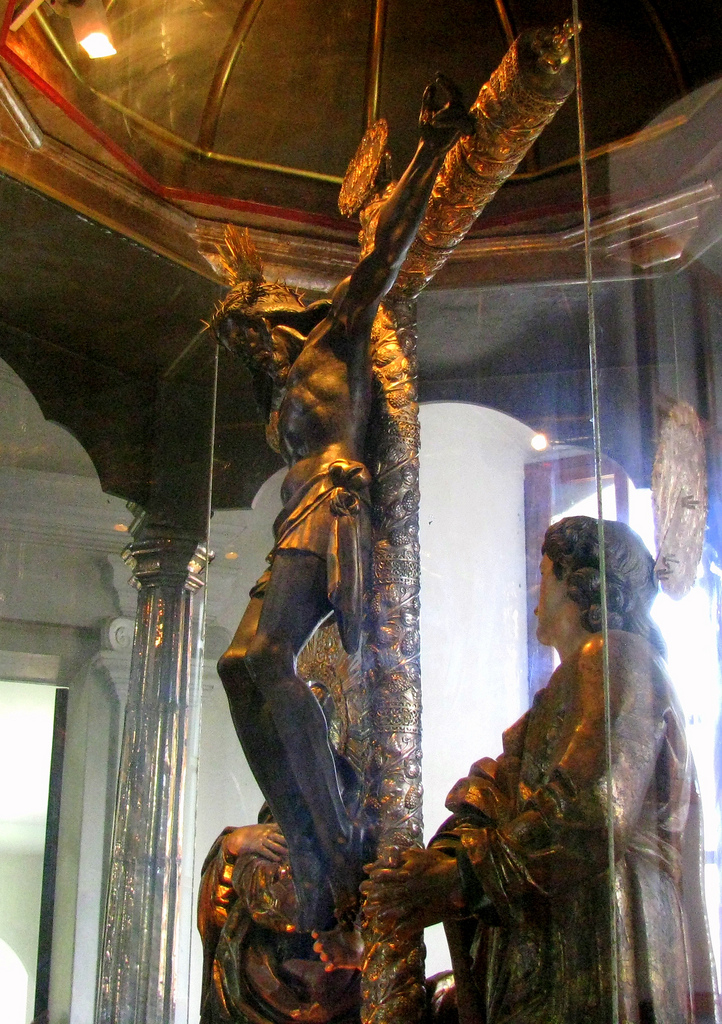
Cristo Negro de Esquipulas, obra de Quirio Cataño

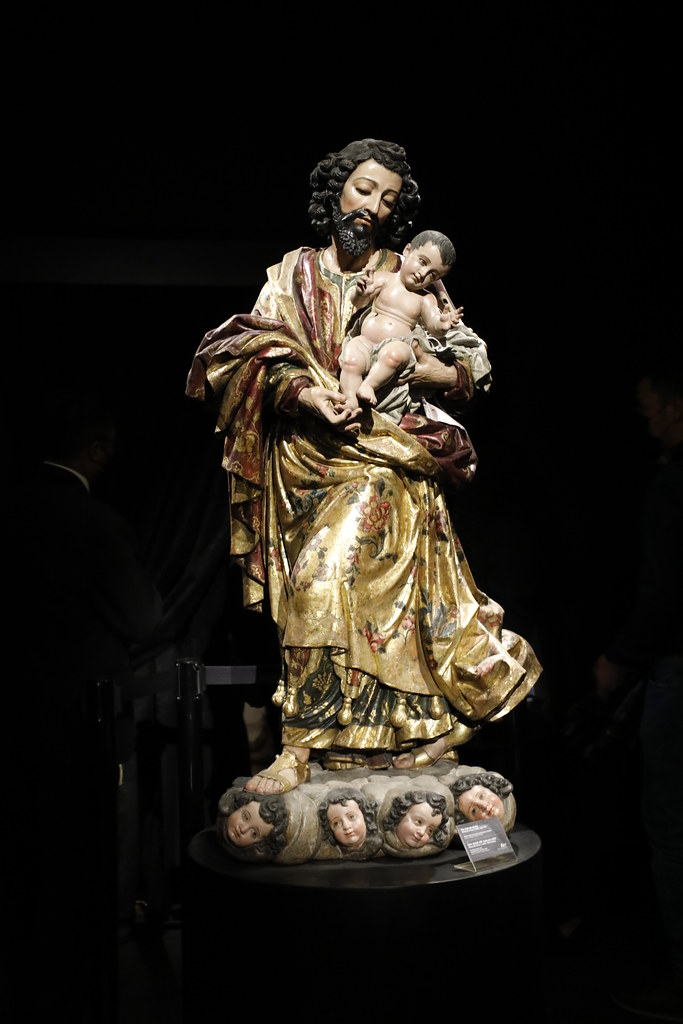
San José con el Niño (anónimo). Iglesia de Santo Domingo

En los primeros años de la colonia las obras que se importaban o que realizaban los talleres locales muestran diversas influencias estilísticas. Así junto a esculturas que muestran las características del primer Renacimiento se encuentran obras que mantienen características del final del gótico, tales como los crucificados dolorosos, y otras que acusan un fuerte arcaísmo: Esculturas de bloque de composición frontal en las que apenas destacan manos y brazos. Este fenómeno de coexistencia de estilos va a mantenerse a lo largo del tiempo.
La implantación del idealismo renacentista, de la búsqueda de la armonía y de la proporción equilibrada, pero que aún mantiene características medievales tiene un buen ejemplo en el famoso Cristo de Esquipulas que Quirio Cataño talló en 1594.
La recepción de las novedades provenientes de Europa o de otros territorios de los virreinatos siguió un ritmo propio y tuvo distinta repercusión en la capital que en las poblaciones de menor tamaño. La llegada de obras y artífices desde España pero también de libros de estampas y grabados fueron los vehículos principales para la difusión de los nuevos estilos. Entre los primeros escultores conocidos se puede nombrar a Juan de Aguirre y Miguel de Aguirre, pertenecientes al último tercio del siglo xvi.

### Tendencias delBarroco
La idealización renacentista fue dando paso a un naturalismo en las imágenes, una tendencia al realismo tanto en la representación del cuerpo, que muestra posturas más movidas, como de las expresiones, buscando provocar emociones en el creyente.
Se pueden señalar dos influencias decisivas en la transición al naturalismo. La creciente importación de obras desde la metrópoli a finales del siglo xvi y principios del siglo xvii, donde destacaron las obras sevillanas, y el desarrollo de la escultura funeraria que buscaba en los representados una apariencia natural.
A mediados del siglo xvii se observan dos tendencias: por un lado una acentuación del barroquismo de las esculturas. En las imágenes que permitían la representación del cuerpo semidesnudo de los santos, tales como las de San Cristóbal, San Sebastián o San Juan Bautista, los movimientos se vuelven más acentuados, los cuerpos se contorsionan, y los gestos son más expresivos. Por otro lado figuras de un naturalismo contenido, con rasgos serenos y posturas naturales en las que fue adquiriendo mayor protagonismo la riqueza del estofado y de la policromía de los ropajes y los mantos.
En estos años destacaron los escultores Mateo de Zúñiga, autor del Nazareno de la Merced (1655), Martín Cuellar y Alonso de la Paz. Ya entrado el siglo xviii sobresalieron Matías de España y Juan de Chávez. A este último se le atribuyen dos de las imágenes más celebradas del periodo, las de San Sebastián y San Francisco de Paula de la catedral de Guatemala (1737 – 1751).

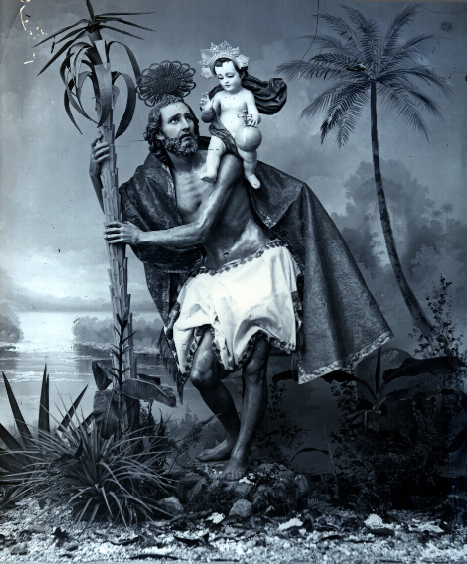
San Cristobal (anónimo), en la iglesia de la aldea de San Cristóbal Bajo (Antigua Guatemala).

Se suele señalar el año 1773, año en que se produjo el terremoto que devastó la Antigua Guatemala y forzó el traslado de la ciudad hacia el Valle de la Ermita donde se fundó la ciudad de Nueva Guatemala de la Asunción, como el que marca un cambio en el estilo. Junto a una moderación de los gestos y actitudes, las figuras se vuelven más macizas, las vestiduras con pliegues más abundantes se vuelven más pesadas, se acentúa la riqueza decorativa de los estofados, la gama de colores y brillantez de las policromías, y el preciosismo en la ejecución de los motivos decorativos. Destacar que en este siglo se acentuó la práctica del repinte de esculturas para adaptarlas a los cambios de gustos. Así imágenes antiguas se estofaban y policromaban al gusto barroco.

### Influencias del neoclasicismo
A finales del siglo xviii la influencia de las nacientes Academias de Bellas Artes y de las Sociedades económicas de amigos del país produjo una contención de la expresividad anterior y el inicio del neoclasicismo que tuvo un reflejo inmediato en el diseño de los retablos, y en lo relativo a la escultura, inició una tendencia que caló en el estrato más culto de la sociedad pero que no influyó en los gustos del pueblo llano que siguió prefiriendo las formas barrocas y que las ha mantenido vigentes hasta la actualidad. Por lo tanto, en las primeras décadas del siglo el neoclasicismo abrió el campo a la escultura profana pero en la imaginería religiosa tuvo que convivir con el barroco. Su influencia se reflejó en el uso de dorados como en la Dolorosa (1802) de la Iglesia de Nuestra Señora de la Paz de Martín Abarca, y de policromías de colores planos como en la Piedad de la Iglesia del Calvario (Nueva Guatemala) obra de Vicente España.